# 池田憲人
池田 憲人（いけだ のりと、1947年〈昭和22年〉12月9日 - ）は、日本の実業家。元株式会社ゆうちょ銀行取締役兼代表執行役社長。神奈川県出身。

## 経歴
神奈川県立横須賀高等学校を経て東北大学法学部を卒業。1970年に横浜銀行に入行。取締役、代表取締役CFOなどを経て、2003年に足利銀行に転職、代表取締役頭取に就任。2009年に新生銀行とあおぞら銀行が経営統合に合意し、両銀行の合併時に代表取締役社長に就任する予定だったが、2010年に両銀行が合併契約を解消した。その後、2012年に東日本大震災事業者再生支援機構が設立されるにあたり代表取締役社長に就任。2016年にゆうちょ銀行に転じ、代表執行役社長（後に、取締役兼代表執行役社長）に就任。なお、ファンケルなどの社外取締役も歴任。2024年ゆうちょ銀行取締役兼代表執行役社長退任。

## 略歴
- 1966年（昭和41年）3月 - 神奈川県立横須賀高等学校卒業。
- 1970年（昭和45年）3月 - 東北大学法学部卒業[4]。
- 1970年（昭和45年）4月 - 株式会社横浜銀行入行[4]。
- 1988年（昭和63年）10月 - 株式会社横浜銀行 中央市場支店長[4]。
- 1990年（平成2年）7月 - 株式会社横浜銀行 市ヶ谷支店長[4]。
- 1992年（平成4年）1月 - 株式会社横浜銀行 融資部副部長[4]。
- 1993年（平成5年）4月 - 株式会社横浜銀行 融資管理部副部長[4]。
- 1993年（平成5年）6月 - 株式会社横浜銀行 融資管理部長[4]。
- 1996年（平成8年）6月 - 株式会社横浜銀行取締役 融資管理部長[4]。
- 1997年（平成9年）4月 - 株式会社横浜銀行取締役 融資2部長[5]。
- 1997年（平成9年）6月 - 株式会社横浜銀行取締役 総合企画部長[5]。
- 1999年（平成11年）4月 - 株式会社横浜銀行常務取締役[6]。
- 2001年（平成13年）3月 - 株式会社横浜銀行常務取締役 総合企画部長[7]。
- 2001年（平成13年）4月 - 株式会社横浜銀行代表取締役CFO 融資部、融資2部統括兼法務コンプライアンス室、総合企画部、協会関連業務担当兼総合企画部部長[8]。
- 2001年（平成13年）10月 - 株式会社横浜銀行代表取締役CFO 金融市場部、融資部、融資2部統括兼経営企画部、協会関連業務担当兼経営企画部部長[9]。
- 2002年（平成14年）4月 - 株式会社横浜銀行代表取締役CPO[注釈 1] 経営管理部人事室、人材開発室担当[10]。
- 2003年（平成15年）6月 - 株式会社横浜銀行非常勤取締役[11]。
- 2003年（平成15年）6月 - 横浜キャピタル株式会社代表取締役会長[11]。
- 2003年（平成15年）12月 - 株式会社横浜銀行退職[12]。
- 2003年（平成15年）12月 - 株式会社足利銀行入行 代表取締役頭取[13]。
- 2004年（平成16年）6月 - 株式会社足利銀行取締役[14]。
- 2004年（平成16年）6月 - 株式会社足利銀行代表執行役頭取[14]。
- 2008年（平成20年）7月 - 株式会社足利銀行退職[15]。
- 2008年（平成20年）9月 - A.T.カーニー特別顧問[16]。
- 2009年（平成21年）7月 - 株式会社あおぞら銀行顧問[17]。
- 2009年（平成21年）7月 - 株式会社新生銀行顧問[18]。
- 2012年（平成24年）2月 - 株式会社東日本大震災事業者再生支援機構設立 代表取締役社長[19]。
- 2016年（平成28年）3月 - 株式会社東日本大震災事業者再生支援機構退職[20]。
- 2016年（平成28年）4月 - 株式会社ゆうちょ銀行 代表執行役社長[21]。
- 2016年（平成28年）6月 - 日本郵政株式会社取締役[22]。
- 2016年（平成28年）6月 - 株式会社ゆうちょ銀行取締役[23]。
- 2024年（令和6年）4月 - 株式会社ゆうちょ銀行取締役兼代表執行役社長及び日本郵政株式会社取締役退任。

## 現職
- 預金保険機構運営委員会委員[24]
- 公益財団法人東京フィルハーモニー交響楽団オフィシャル・サプライヤー[25]